# Пхиденко Станіслав Семенович
Пхиденко Станіслав Семенович (18 вересня 1941, Аджамка, Кіровоградський район, Кіровоградська область) — народний депутат України (1998—2006).
Член КПУ, кандидат філософських наук, доц.; 1-й секретар Волинського обкому КПУ з часу його офіційного відновлення 1993 року до своєї відставки в серпні 2010 року, коли передав керування обкомом КПУ Петру Бущику.

## Біографія
Народився 18 вересня 1941 року у с елі Аджамка Кіровоградського району, Кіровоградської області. Українець.

## Освіта
1968 року закінчив Київський університет ім. Т.Шевченка, викладач філософії.  Кандидатська  дисертація «Взаємозв'язок подолання релігійних інтересів і формування атеїстичної свідомості та поведінки особи» Інститут філософії АНУ, 1983 року.

## Кар`єра
- 1958 - 1960 рр. -  учень ПТУ N 1, слюсар заводу «Червона зірка», м. Кропивницький.
- 1960 - 1963 рр. -  служба в армії.
- 1968 - 1991 рр. -  на партійній роботі, м. Луцьк.
- 1991 - 1993 рр. - старший викладач кафедри філософії, Луцький державний педагогічний інститут ім. Лесі Українки.
- З 1993 року —  старший викладач кафедри філософії, доцент кафедри філософії та соціології, Волинський державний університет ім. Лесі Українки.

## Політична кар`єра
Народний депутат України 3 скликання березень 1998 року по квітень  2002 року від КПУ, 42 в списку. На час виборів —  доцент Волинського державного університету ім. Лесі Українки. Член КПУ. 
Секретар Комітету з питань культури і духовності з липня 1998 року. 
Член фракції КПУ з  травня 1998 року.
Народний депутат України 4 скликання квітень 2002 року по квітень 2006 року від КПУ, N 51 в списку. Член фракції комуністів з травня 2002 року, секретар Комітету з питань культури і духовності з червня 2002 року.
Березень 2006 року — кандидат в народні депутати України від КПУ, № 54 в списку.